# Rob Holding
Rob Holding, född 20 september 1995 i  Manchester, är en engelsk fotbollsspelare som spelar som mittback för Colorado Rapids.

## Karriär
Rob Holding började i Bolton som sjuåring. Han gjorde proffsdebut som 19-åring på lån till Bury FC som mötte Cambridge United. Han debuterade i Bolton några månader senare mot Burton i Ligacupen.
Holding debuterade i Englands U21-landslag i maj 2016.
Rob Holding gjorde sitt första Arsenalmål mot Chivas de Guadalajara 1 augusti 2016. Arsenal vann till slut träningsmatchen med 3–1. Holding startade sin första ligamatch hemma i premiären mot Liverpool säsongen 2016/17. Hans första mål i Premier League dröjde till 1 maj 2022, då han gjorde första målet när Arsenal bortabesegrade West Ham med 2–1.
Den 1 september 2023 värvades Holding av Crystal Palace, där han skrev på ett treårskontrakt.

## Meriter

### Arsenal
- FA Cup: 2016/2017, 2019/2020[4]
- FA Community Shield: 2017, 2020[5], 2023[6]

### England U21
- Toulon Tournament: 2017

### Individuella meriter
- Bolton Wanderers Player of the Year: 2015–16